# Damien Gaudin
Damien Gaudin (* 20. August 1986 in Beaupréau) ist ein ehemaliger französischer Radrennfahrer, der auf Straße und Bahn aktiv war.

## Sportliche Laufbahn
Als Juniorenfahrer gewann Gaudin 2003 das Einzelzeitfahren Chrono des Herbiers
2007 gewann Gaudin u. a. die U23-Austragung des Klassikers Paris–Roubaix. Im Übrigen war er bis 2012 vorrangig auf der Bahn erfolgreich. Er wurde mehrfach französischer Meister der U23 und der Elite in den Disziplinen Einer- und Mannschaftsverfolgung sowie im Zweier-Mannschaftsfahren. Bei den Olympischen Spielen wurde er mit der französischen Bahnvierer Fünfter.
Auf der Straße erhielt Gaudin seinen ersten Vertrag bei einem internationalen Radsportteam, der französischen Mannschaft Bouygues Telecom. Den größten Erfolg feierte er 2013 mit dem Sieg im Prolog von Paris–Nizza 2017 entschied er mehrere Etappen von Rundfahrten für sich sowie das Eintagesrennen Tro Bro Leon. 2018 gewann er den Prolog der Luxemburg-Rundfahrt.
Zum Ende der Saison 2021 beendete Gaudin seine Karriere als Aktiver.

## Erfolge

### Straße
2003
- Chrono des Herbiers (Junioren)

2007
- Paris–Roubaix (U23)

2013
- Prolog Paris–Nizza
- Cholet-Pays de Loire

2017
- eine Etappe Tour de Normandie
- Tro Bro Leon
- eine Etappe Tour de Bretagne
- Prolog Luxemburg-Rundfahrt
- Prolog Portugal-Rundfahrt

2018
- Prolog Luxemburg-Rundfahrt

### Bahn
2006
- Französischer Meister – Madison mit Thibaut Mace
- Französischer Meister – Punktefahren (U23)
- Französischer Meister – Einerverfolgung (U23)

2007
- Französischer Meister – Einerverfolgung (U23)

2008
- Französischer Meister – Mannschaftsverfolgung mit Jérôme Cousin, Fabrice Jeandesboz und Sébastien Turgot
- Französischer Meister – Madison mit Sébastien Turgot

2009
- Französischer Meister – Einerverfolgung
- Französischer Meister – Mannschaftsverfolgung mit Jérôme Cousin, Bryan Nauleau und Angélo Tulik

2010
- Französischer Meister – Einerverfolgung
- Französischer Meister – Mannschaftsverfolgung mit Benoît Daeninck, Julien Morice, Bryan Nauleau und Jérémie Souton
- Französischer Meister – Madison mit Benoît Daeninck

2011
- Französischer Meister – Mannschaftsverfolgung mit Bryan Coquard, Benoît Daeninck, Morgan Lamoisson und Julien Morice

2012
- Französischer Meister – Einerverfolgung

## Grand-Tour-Platzierungen
| Grand Tour            | 2009 | 2010 | 2011 | 2012 | 2013 | 2014 | 2015 | 2016 | 2017 | 2018 | 2019 | 2020 | 2021 |
| --------------------- | ---- | ---- | ---- | ---- | ---- | ---- | ---- | ---- | ---- | ---- | ---- | ---- | ---- |
| Giro d’ItaliaGiro     | –    | 136  | –    | –    | –    | –    | –    | –    | –    | –    | –    | –    | –    |
| Tour de FranceTour    | –    | –    | –    | –    | –    | –    | 146  | –    | –    | 140  | –    | –    | –    |
| Vuelta a EspañaVuelta | 139  | –    | –    | –    | –    | 132  | –    | –    | –    | –    | –    | –    | –    |